# 부적초등학교
부적초등학교는 대한민국 충청남도 논산시 부적면 반송리에 있는 공립 초등학교이다.

## 학교 연혁
| 1933년 | 6월 16일  | 부적공립보통학교 개교(설립인가 3월 21일) |
| 1938년 | 4월 1일   | 부적공립심상소학교로 개칭                |
| 1941년 | 4월 1일   | 부적공립국민학교로 개칭                  |
| 1949년 | 12월 31일 | 부적국민학교로 개칭                      |
| 1956년 | 10월 18일 | 감곡국민학교 분리                        |
| 1966년 | 3월 4일   | 부남국민학교 분리                        |
| 1981년 | 3월 5일   | 병설유치원 개원                          |
| 1994년 | 3월 1일   | 부남분교장 편입                          |
| 1996년 | 3월 1일   | 부적초등학교 개칭                        |
| 2007년 | 2월 28일  | 부남분교장 통폐합                        |
| 2007년 | 12월 31일 | 과학실, 영어실 현대화 완료               |
| 2007년 | 12월 31일 | 복도 리모델링, 아름다운 화장실 개축(2층) |
| 2015년 | 9월 5일   | 운동장 조성사업 완공 및 개장             |
| 2016년 | 2월 17일  | 제80회 졸업(졸업생수 8,351명)            |
| 2016년 | 3월 1일   | 7학급(특수학급1), 유치원 1학급 편제      |
| 2017년 | 2월 16일  | 제81회 졸업(졸업생수 8,363명)            |
| 2017년 | 3월 1일   | 7학급(특수학급1), 유치원 1학급 편제      |

## 참고 자료
- 부적초등학교 - 한국교육학술정보원 학교알리미